# Coluna da Santíssima Trindade em Olomouc
A Coluna da Santíssima Trindade em Olomouc, na Morávia, República Checa é uma coluna da Santíssima Trindade barroca construída em 1740 ao final da epidemia de peste. Obra do escultor Ondrej Zahner, foi incluída em 2000 como Patrimônio Mundial da UNESCO.
Com uma altura de 35 metros é decorada com esculturas religiosas da Europa Central.